# Baron Waterpark

Wappen der Barone Waterpark

Baron Waterpark, of Waterpark in the County of Cork, ist ein erblicher britischer Adelstitel in der Peerage of Ireland. 

## Verleihung und nachgeordnete Titel
Der Titel wurde am 15. Juni 1792 für Sarah Cavendish, geborene Bradshaw, die Gattin des Sir Henry Cavendish, 2. Baronet, geschaffen.
Ihr Ehemann führte den Titel Baronet, of Doveridge Hall in the County of Derby, der am 7. Mai 1755 in der Baronetage of Great Britain für seinen gleichnamigen Vater geschaffen worden war. Ihr gemeinsamer Sohn vereinte 1807 beide Titel.
Aktueller Titelinhaber ist Roderick Cavendish als 8. Baron.

## Liste der Barone Waterpark (1792)
- Sarah Cavendish, 1. Baroness Waterpark (1740–1807)
- Richard Cavendish, 2. Baron Waterpark (1765–1830)
- Henry Cavendish, 3. Baron Waterpark (1793–1863)
- Henry Cavendish, 4. Baron Waterpark (1839–1912)
- Charles Cavendish, 5. Baron Waterpark (1883–1932)
- Henry Cavendish, 6. Baron Waterpark (1876–1948)
- Frederick Cavendish, 7. Baron Waterpark (1926–2013)
- Roderick Cavendish, 8. Baron Waterpark (* 1959)

Titelerbe (Heir Apparent) ist der Sohn des aktuellen Titelinhabers, Hon. Luke Frederick Cavendish (* 1990).